# Кристіно Серіче Біоко
Кристіно Серіче Біоко (нар. 1940) — політик Екваторіальної Гвінеї, прем'єр-міністр країни з серпня 1982 до початку березня 1992 року.